# Калинов, Константин Геннадьевич
Константин Геннадьевич Калинов (4 сентября 1977, Ленинград — 26 декабря 2017, Московская область) — российский предприниматель, создатель Aviasales.ru (Jetradar).

## Биография
Родился 4 сентября 1977 года в Ленинграде. Учился на факультете подготовки оперативных сотрудников академии МВД. После окончания которого получил диплом юриста. После этого работал в милиции. В конце 90-х стал интернет-предпринимателем. В 2000-х ресурс превратился в партнёрскую сеть, которая гоняла трафик между десятками сайтов. Из этого сайта вырос хостинг-провайдер UPL Telecom, который и сейчас работает во многих странах Европы. 
Сервис Aviasales.ru появился в 2007 году, первоначально это был личный блог Калинова. Из-за специфики работы Калинову приходилось путешествовать по всему миру. Впечатлениями он делился в блоге Kosyan.com. Он всегда искал билеты подешевле и в какой-то момент написал программу, которая стала собирать лучшие акции туроператоров и авиакомпаний. Ничего подобного тогда в Рунете не было, и читатели блога стали активно пользоваться сервисом. Со временем Aviasales.ru вырос до статуса крупнейшего российского метапоисковика авиабилетов. В 2008 году Калинов продал долю в UPL Telecom.
Скончался 26 декабря 2017 года после продолжительной болезни на 41-м году жизни.